# 漕溪北路

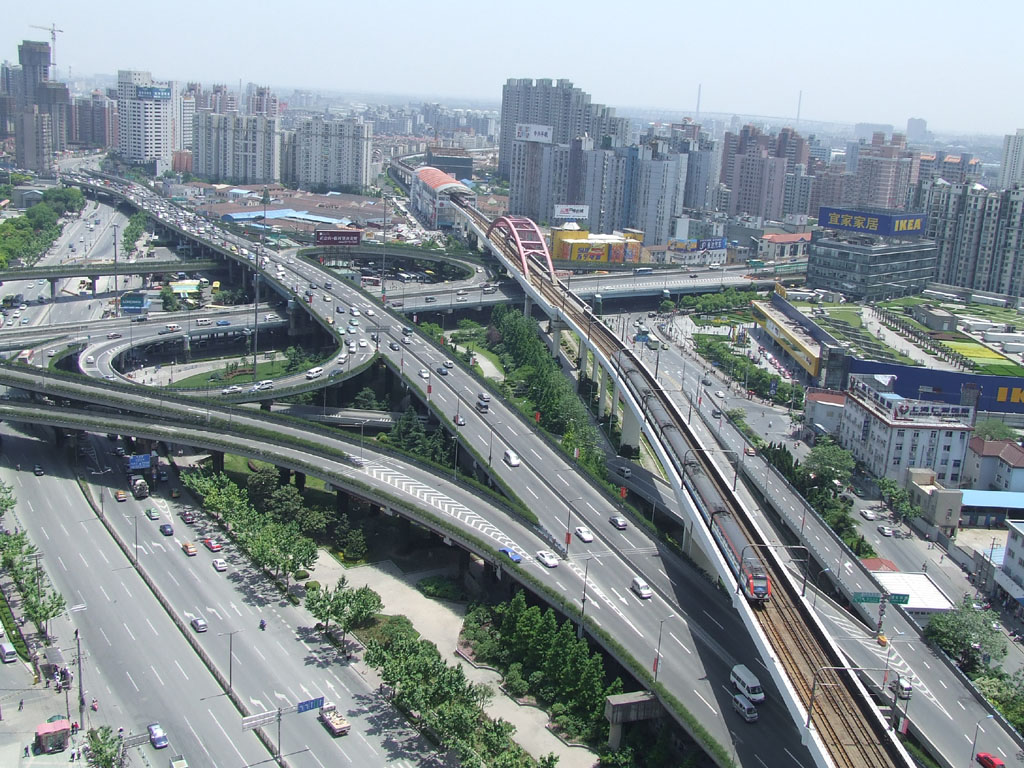
内环线漕溪北路立交

漕溪北路是中国上海市徐汇区中部的一条街道，南北走向，北起徐家汇肇嘉浜路、虹桥路徐家汇接衡山路、华山路，南至中山南二路、中山西路交会处接漕溪路。长1488米，宽35米到56米。漕溪北路是上海市区三横三纵主干道西纵的一部分，也是沪闵高架路的起点，是从上海南部进入市中心以及徐家汇的重要途径。上海轨道交通1号线沿漕溪北路地下连接徐家汇和上海体育馆。徐家汇站一号口旁有徐光启像。

## 历史
此处原为河道，干涸后于1945年填河筑路。1949年以后拓宽形成交通干道。因位于漕溪路之北并与之相接而命名。1950年漕溪北路翻建成弹街路面，即用小石块铺砌的路面。1973年则再次拓宽并建成钢筋水泥混凝土路面，也就是如今的样子。

## 沿路建筑
漕溪北路两侧原是天主教机构集中的区域，西侧为男性机构徐家汇圣依纳爵主教座堂、耶稣会会院、大修道院（今徐汇区人民政府）、徐家汇藏书楼（今上海图书馆分部）、徐汇中学，东侧为女性机构徐家汇圣母院（拯亡会、献堂会和孤儿院）、圣衣院（今上海电影制片厂）。1970年代在马路西侧建起了徐汇新村。1980年代以后新建华亭宾馆、东方商厦、上海体育馆等建築物。

## 交汇道路（由南向北）
- 中山西路/中山南二路（内环高架路）接漕溪路
- 零陵路
- 裕德路
- 影业街
- 蒲汇塘路
- 慈云街
- 南丹路/南丹东路
- 蒲西路
- 虹桥路/肇嘉浜路接华山路、衡山路

## 轨道交通
- 中山南二路口：3漕溪路站
- 零凌路口：14上海体育馆站
- 虹桥路口：1911徐家汇站